# Paulo Trabalho
Paulo Cézar Krauspenhar conhecido como  Paulo Trabalho (São Lourenço do Oeste, 1 de dezembro de 1986) é um agricultor e político brasileiro de direita. Atualmente, é deputado estadual pelo estado de Goiás.

## Politica
Natural São Lourenço do Oeste, Santa Catarina, Paulo Trabalho mudou-se para o Município de Posse, no estado de Goiás, em 2003.
Em 2018, foi eleito Deputado Estadual, obtendo 16.957 votos (0,55% dos votos válidos), oriundos de 234 dos 246 municípios goianos.